# 小意大利 (曼哈顿)
小意大利（英語：Little Italy）是美國纽约市曼哈顿下城的一片街区，曾有大量的意大利裔美國人居住，今天仍有意大利商店和餐馆。

## 历史
早於十九世纪末，大量欧洲移民移居美国，其中意大利移民在抵达纽约后，就选择了在今日的小意大利区居住。人数在二十世纪初达到高峰，曾住有超过万名意大利人。
历史上，小意大利从茂比利街（Mulberry Street），向南一直延伸到堅尼街（Canal Street），向北一直延伸到布利克街，向西一直延伸到拉菲尔街（Lafayette Street），向东一直延伸到包厘街（Bowery）。 东部与华埠毗邻。从20世纪初，意大利黑手党成员就在小意大利进行有组织犯罪。

## 现状
1926年9月，来自那不勒斯的移民开始举行为期一天的街头宗教庆典。意大利移民聚集在茂比利街，庆祝那不勒斯的主保圣人聖雅納略。目前圣雅納略节持续11天，每个9月沿着休斯敦街和运河街之间的桑树街游行，是意大利文化和意大利裔美国人一年一度的庆祝活动。
由于来自中国的移民迁居来此，小意大利的大部分已经被华埠吸收和吞噬。曾经的小意大利已经收缩到只有一条街道，作为一个餐饮区，意大利裔居民很少。小意大利的北部，靠近休斯顿街，不再是公认的小意大利，今天被称为诺利塔，“小意大利以北”的缩写今天，茂比利街在布隆街和堅尼街之间的一段是仅存的一部分。街道两旁有二十多座意大利餐馆，受到游客和当地居民的欢迎。与向四面扩张，移民不断增加的唐人街不同，小意大利只保留了一小部分。
意大利的文化和遗产网站ItalianAware称意大利人在该地区的主导地位相对短暂。“许多意大利人迅速致富，使他们有机会离开这个局促的街区，迁往布鲁克林和皇后区。该地区目前仍称作小意大利更多的是出于尊重和怀念，而不是反映真正的族裔人口构成。”
2010年，小意大利和华埠被列为历史街区。

## 有組織犯罪與黑手黨
小意大利居民自1900年早期就看到了有組織犯罪。有勢力的意大利黑手黨成員在小意大利已經從事活動。
- Ignazio "The Wolf" Lupo（英语：Ignazio Lupo）
- 米凱萊·米蘭達（英语：Michele Miranda）
- 彼得·德菲（英语：Peter DeFeo）
- 馬修·伊安涅洛（英语：Matthew Ianniello）
- 約翰·高蒂

## 流行文化
小意大利是在小說《教父》和改編它的三部電影中描繪的虛構柯里昂犯罪家族的地方。這裡也是由羅拔·迪尼路和夏菲·基圖主演的1973年電影《窮街陋巷》，以及由尚·連奴和妮妲莉·寶雯主演的1994年電影《這個殺手不太冷》的故事背景。

## 圖片集

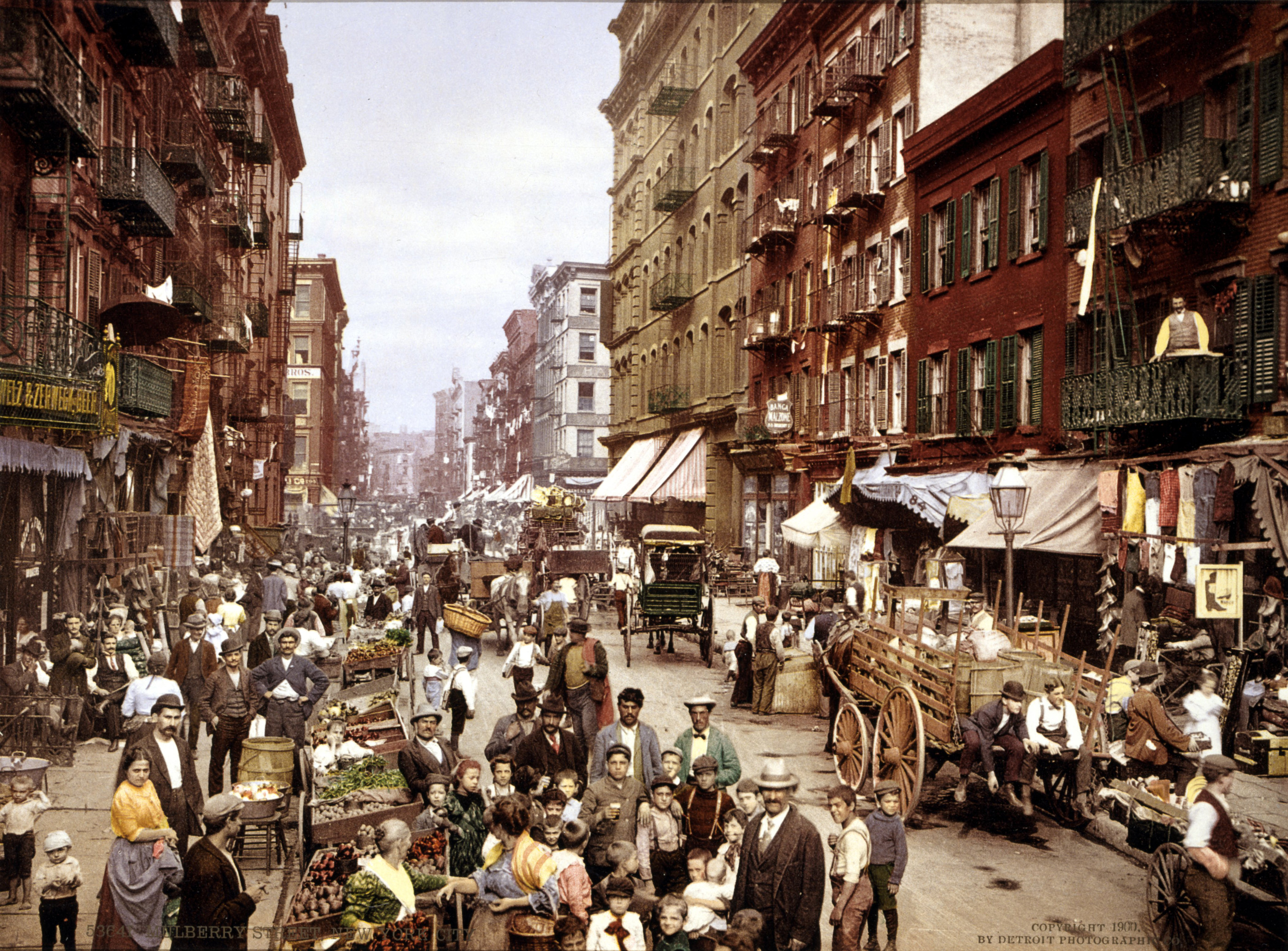
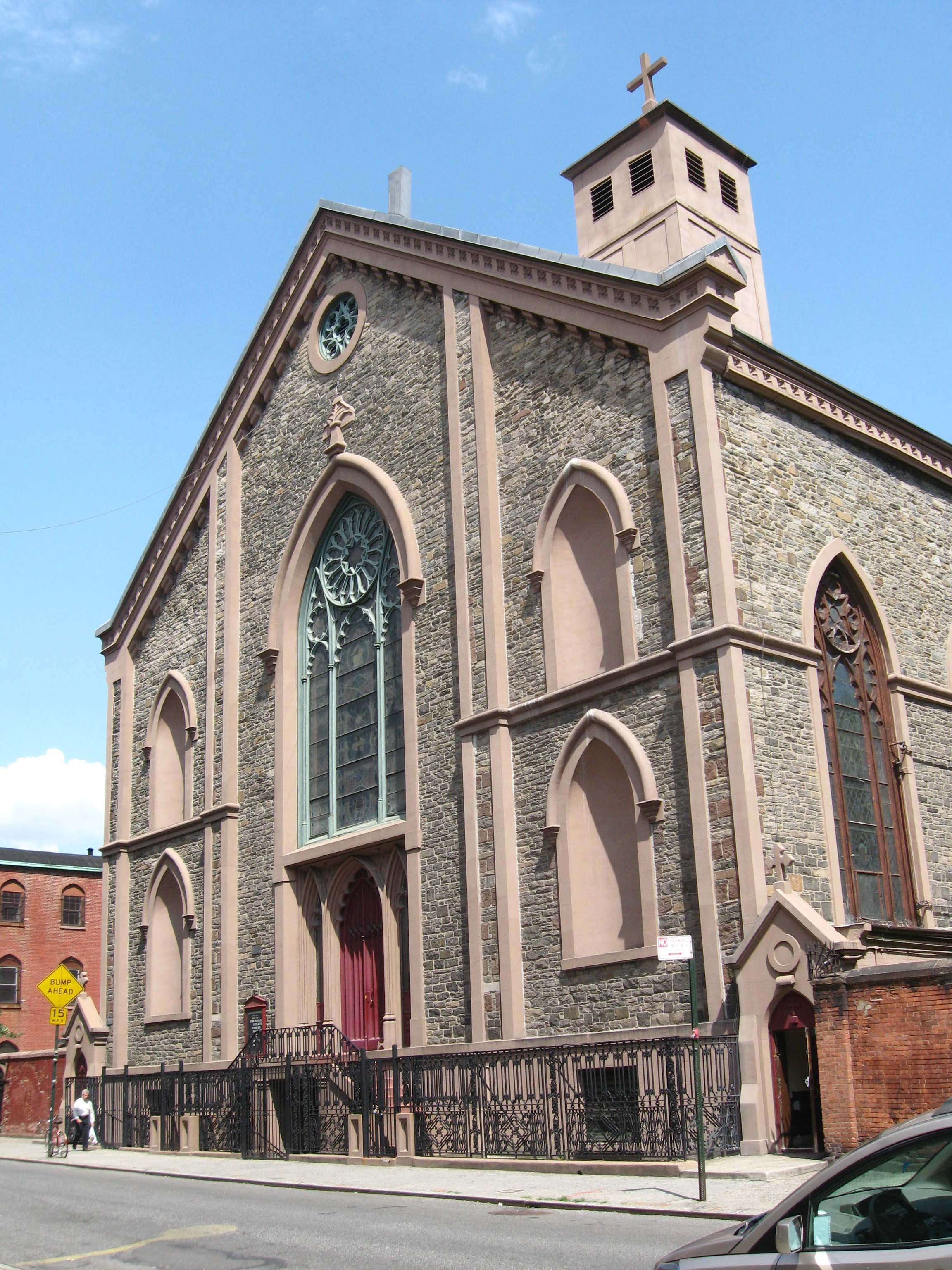
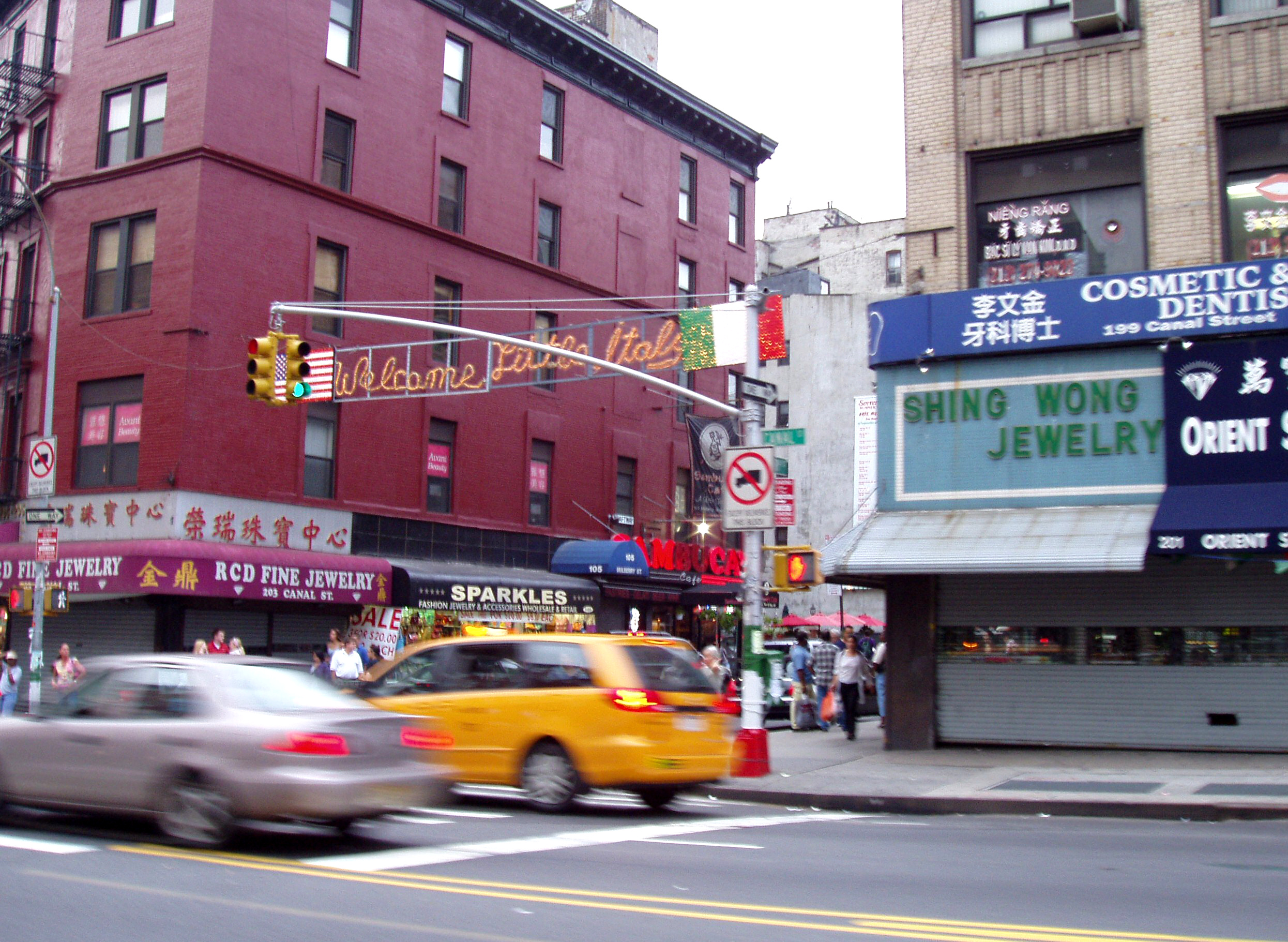
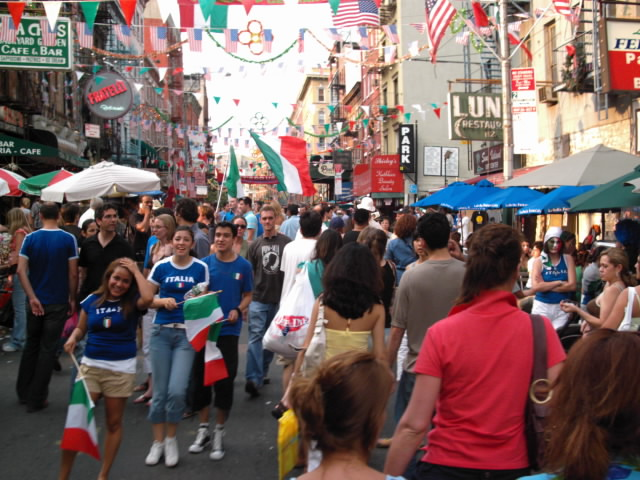
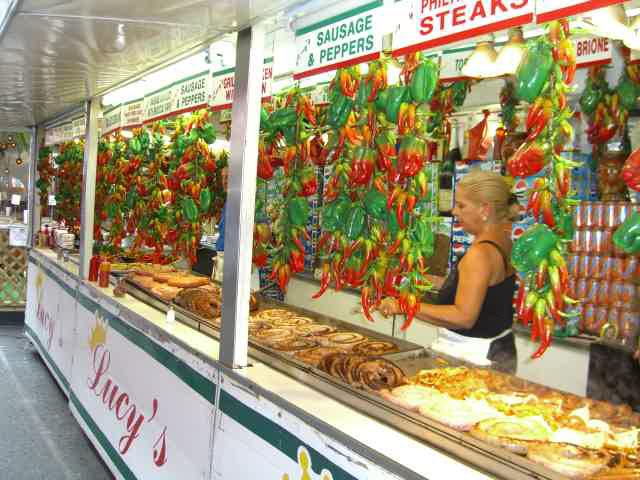